# Joan Kies Noë
Joan Kies Noë   (Haarlem, segle XVII - 1708) va ser un comerciant holandès establert a Catalunya.

## Biografia
Fill de Corneli Kies, cap a l'any 1661 o potser el 1664 es va instal·lar a Barcelona. El 1677 va constituir formalment la companyia Kies-Jäger amb el seu compatriota Arnold de Jäger, que ja estava constituïda verbalment des del 1667. Importaven d'Holanda espècies, tabac, sucre i productes colorants, i entre 1690 i 1692 van concórrer en els abastiments de gra per a l'exèrcit. Les seves actuacions es feien sobretot al Maresme i al Camp de Tarragona, i arribaven a Mallorca, Marsella i Gènova. També enviaven productes a Cadis i a Lisboa, una part dels quals seguia cap al nord d'Europa. Durant més de trenta anys, entre el 1672 i el 1705, els dos socis van dur a terme a Barcelona una intensa activitat mercantil.
L'últim quart del segle xvii va ser una època de gran creixement comercial del Camp de Tarragona, on els mercaders barcelonins i també els gironins hi tenien interessos. Això va ser un bon motiu com perquè la companyia de Kies-Jäger i fins i tot el cònsol anglès Joseph Shallet, s'instal·lessin en aquella zona.
Joan Kies tenia a Barcelona el càrrec de cònsol d'Holanda, que va mantenir al Camp, quan s'hi va traslladar a viure. El 1678 va adquirir uns horts a Vila-seca per tal d'instal·lar-hi una oficina d'aiguardent. El 1685 va adquirir diverses cases a Reus, on també es dedicava a la fabricació i exportació d'aiguardent, i va arrendar el castell i les terres de Mas Calbó per a posar-hi un alambí per a fer aiguardent. També va establir contactes amb els pagesos del terme per tal de comprar-los-hi el vi que produïen per destil·lar-lo i poder-lo exportar com a aiguardent. Entre 1682 i 1688 s'han localitzat fins a quaranta-tres escriptures de compra de raïm i most, amb un total de 776 càrregues, a un preu que es va mantenir estable al llarg dels anys.
El 1690, Joan Kies es va casar amb Maria Àngela de Sala i Fontanella (1655-1709), de Can Sala de Dalt d'Arenys de Munt. Era filla de Bernat Sala, i formava part de la noblesa del Maresme, amb antecedents familiars que es remuntaven al segle xiii. D'aquest matrimoni, quan Joan Kies va fer testament, en quedaven almenys set fills vius: Francesc, Antoni, Maria Isabel, Raimunda, Maria Àngela, Anna i Gertrudis. Francesc va professar com a jesuïta, Antoni va ser l'hereu, Anna, Raimunda i Maria Àngela van entrar a un convent de monges, i Gertrudis va morir molt petita. Maria Isabel Kies Sala es va casar amb Ramon de Rosselló i Castelló. El 1692, el Consell d'Aragó, encara que amb reticència perquè eren ciutadans estrangers, va concedir a Joan Kies el títol de cavaller i a Arnold de Jäger el de ciutadà honrat.
Va passar dificultats econòmiques, i el juliol del 1706 va llogar l'hort del castell de Vila-seca, i l'octubre d'aquell any va haver de vendre una altra finca. Va morir a mitjans d'agost del 1708, i les seves despulles van ser enterrades al Convent dels Jesuïtes de Tarragona.